# Maçores
Maçores is een plaats (freguesia) in de Portugese gemeente Torre de Moncorvo en telt 223 inwoners (2001).